# Cassandra Extavour
Cassandra Extavour (Toronto, ?) és una genetista canadenca, professora a la Universitat Harvard en el Departament de Biologia d'Organismes i Evolutiva, i en el Departament de Biologia Cel·lular i Molecular. A més, també és cantant clàssica. La seva recerca s'ha centrat en la genètica evolutiva i del desenvolupament. És coneguda per haver demostrat que les cèl·lules germinals participen en una lluita cèl·lula contra cèl·lula abans d'esdevenir gàmetes, cosa que indica que la selecció natural pot afectar i canviar el material genètic abans que tingui lloc la reproducció sexual de l'adult. Ha estat també directora d'EDEN (l'Evo-Devo-Eco Network), una recerca col·laborativa finançada per la National Science Foundation que va animar els científics que treballen amb organismes que no són els organismes model de laboratori estàndard a compartir protocols i tècniques. Com a dona, afroamericana i homosexual és pionera per superar els prejudicis que encara es troben en les institucions, particularment en l'àmbit de les STEM.

## Primers anys
Extavour va créixer en una família mixta, ja que el seu pare era de Trinitat i Tobago i la seva mare tenia orígens a Suïssa i Hongria. Ella mateixa ha descrit aquesta situació com a essencial en la construcció de la seva identitat. El seu pare va col·laborar a fundar el 1987 una celebració canadenca per commemorar Martin Luther King. I s'ha declarat orgullosa que el seu pare ajudés a transmetre el missatge de King a la comunitat africana de Toronto. El seu pare era músic en una banda afro-caribenya i ella va pujar amb ell als escenaris des dels cinc anys. Ell li va fer aprendre a tocar la flauta, els tambors metàl·lics típics de Trinitat i Tobago, el violí, i la percussió. De fet, no es va adonar que tenia qualitats per la ciència fins al batxillerat; el seu èxit en les matèries de matemàtiques i ciències li va fer plantejar una carrera científica quan fins aleshores només es plantejava ser músic. Primer es va interessar per la psicologia i la neurociència, influïda per una amiga. El seu interès per la genètica evolutiva es va despertar en una estada d'estiu al laboratori de Joe Culotti a la Universitat de Toronto.

## Carrera científica
Extavour es va graduar com a Bachelor of Science en genètica i biologia molecular el 1995 a la Universitat de Toronto. Va fer la tesi doctoral, dirigida per Antonio García Bellido, sobre genètica de la mosca del vinagre el 2000 al Centro de Biología Molecular Severo Ochoa de la Universitat Autònoma de Madrid. Va treballar com a post-doctoral a l'Institute for Molecular Biology & Biotechnology a Creta i a la Universitat de Cambridge on fou associada de recerca del Departament de Zoologia de 2004 a 2007. La tesi doctoral va ser publicada el 2001 a Proceedings of the National Academy of Sciences of the United States of America.
El 2003 Extavour va fer un estudi a la Universitat de Cambridge sobre els mecanismes de formació de cèl·lula germinal que va demostrar que les cèl·lules germinals animals són especificades per senyals inductius més sovint que el que anteriorment es pensava. Això anava contra la idea dominant en aquell moment que les cèl·lules germinals animals són especificades determinants heretats per via materna. En una entrevista de 2013 a Quanta Magazin, va explicar els conceptes d'aquesta recerca amb aquests mots: "Before there is even an embryo, the molecular content of some cells predetermines them to develop as either germ or soma. In other organisms, there is instead a signaling mechanism: An embryonic cell receives chemical signals from neighboring cells that activate (or repress) the genes that allow for germ-line function" [Fins i tot abans que hi hagi un embrió, el contingut molecular d'algunes cèl·lules les predetermina a desenvolupar-se com a germinal o somàtica. En altres organismes, hi ha un mecanisme de senyalització: Una cèl·lula embrionària rep senyals químics de les cèl·lules veïnes que activen (o reprimeixen) els gens que permeten una funció en la línia germinal]
El 2007 va fundar el seu laboratori independent en el Departament de Biologia d'Organismes i Evolutiva de la Universitat Harvard com a professora ajudant. Va ser promoguda a Professora Associada el 2011 i a "Full professor" el 2014. Algunes recerques d'Extevour en aquest període van demostrar que les proteïnes morfogenètiques de l'os (BMPs) poden ajudar a induir cèl·lules germinals primordials (PGCs) en les primeres etapes del desenvolupament embrionari en els grills. Extavour i els seus col·legues van poder especificar que dos BMPs, BMP8b i BMP4, són els que indueixen PGCs en aquest insecte. Això és significatiu perquè és la primera prova d'una senyalització específica que opera en la inducció de cèl·lules germinals embrionàries en un invertebrat.
De 2010 a 2015 Extavour va dirigir una recerca col·laborativa anomenada xarxa EDEN (sigla d'Evo-Devo-Eco Network = Evolutiu-del Desenvolupament-Ecològic). L'organització, finançada per la National Science Foundation, va animar els científics per desenvolupar i compartir eines i tècniques per ser usades en un espectre més ample d'organismes que no els organismes-model usats habitualment en els laboratoris. Extavour creu que hi ha certes qüestions evolutives més profundes a les quals no es pot trobar resposta només estudiant un organisme, i per això espera que la ciència anirà més enllà del paradigma de l'organisme-model.

## Premis i nominacions
- Professora de Harvard College, 2020.[20]
- Ellison Medical Foundation New Scholar in Aging Award[21]
- Nominada pel Joseph R. Levenson Memorial Teaching Prize, premi que es dona anualment a un professor sènior, a un jove professor i a un professor associat a la Harvard University[21]
- Nominada pel Harvard Graduate Women in Science and Engineering Mentoring Award el 2012[21]
- Ha rebut un EMBO Short Term Fellowship el 2001[22]

## Carrera musical
Extavour és també una soprano professional, especialitzada en música clàssica i barroca. Es dedica a la música en dedicació parcial mentre que la seva dedicació principal és per a la ciència. Des dels cinc anys va començar a actuar amb el seu pare i va ser cantant professional des de l'inici de l'etapa universitària. Ara actua amb algunes formacions professionals a nivell nacional i internacional.
Mentre visqué a Madrid va estudiar cant amb Carlos Mena i David Mason i també amb Richard Levitt a Basilea. Ha actuat com a solista amb diversos grups, com Alia Musica a Madrid, la Capella de Ministrers a València, la Capilla Real de Madrid, o Emmanuel Music a Boston. Ha cantat com a solista freelance en el Regne Unit, en diverses òperes com Les noces de Fígaro de Mozart o Hansel i Gretel de Humperdinck. Més recentment també ha actuat com a solista a la producció de El Messies de Händel per la Auckland Choral Society a Nova Zelanda el desembre de 2016.

## Publicacions
Les seves publicacions més citades són:
- Extavour, CG, M Akam "Mechanisms of germ cell specification across the metazoans: epigenesis and preformation" ''Development'' 2004 Dec125, 130 (24) 589-840[24] Segons Google Scholar, aquesta publicació ha estat citada 618 cops fins al 10 de febrer de 2018.
- Ewen-Campen, Evelyn E Schwager, and Cassandra GM Extavour, ''The molecular machinery of germ line specification'' Molecular and Cellular Reproduction. Volume 77, Issue 1, pages 3–18, January 2010.[25] SegonsGoogle Scholar, aquesta publicació ha estat citada 114 cops fins al 10 de febrer de 2018.